# 圣皮埃尔拉库尔
圣皮埃尔拉库尔（法語：Saint-Pierre-la-Cour，法語發音：[sɛ̃ pjɛʁ la kuʁ]）是法国马耶讷省的一个市镇，位于该省西部，属于拉瓦勒区。

## 地理
圣皮埃尔拉库尔（48°6'54"N, 1°1'35"W）面积15.69 平方千米，位于法国卢瓦尔河地区大区马耶讷省，该省份为法国西北部内陆省份，北起芒什省和奧恩省，西接伊勒-维莱讷省，南至曼恩-卢瓦尔省，东临萨尔特省。
与圣皮埃尔拉库尔接壤的市镇（或旧市镇、城区）包括：洛奈维利耶、布雷阿勒苏维特雷、埃尔布雷、布尔贡、拉布吕拉特、拉格拉韦勒、布里耶港。
圣皮埃尔拉库尔的时区为UTC+01:00、UTC+02:00（夏令时）。

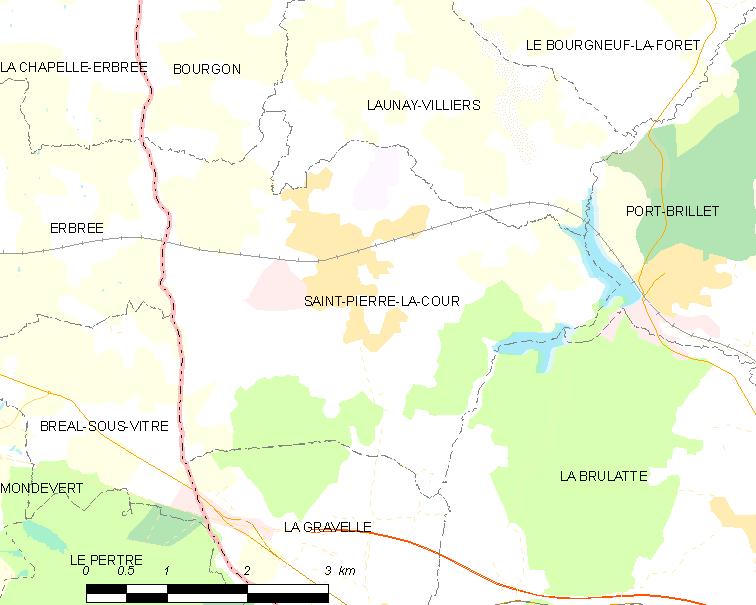
圣皮埃尔拉库尔的OSM定位图

## 行政
圣皮埃尔拉库尔的邮政编码为53410，INSEE市镇编码为53247。

## 政治
圣皮埃尔拉库尔所属的省级选区为卢瓦龙-吕耶县。

## 交通
马耶讷省省道D106线、D158线、D163线和D576线在圣皮埃尔拉库尔交汇。
圣皮埃尔拉库尔站是巴黎－布雷斯特铁路上的一个车站。

## 人口

1962-2008年间圣皮埃尔拉库尔人口变化图示

圣皮埃尔拉库尔于2022年1月1日时的人口数量为2313人。